# لس تیپیتس
لُس تیپیتـُس (اسپانیایی: Los Tipitos‎) یک گروه راک آرژانتینی است که در سال ۱۹۹۴ تشکیل شد.
این گروه راک تحت تأثیر هنرمندان بزرگی همچون چارلی گارسیا و لئون خیه‌کو بوده و از آنان الهام پذیرفته‌است.